# Alyse et Chloé
Pour plus de détails, voir Fiche technique et Distribution.
Alyse et Chloé est un film français réalisé par René Gainville et sorti en 1970.

## Synopsis
La vie d'une cover-girl en même temps maîtresse d'un photographe de nus et attirée par une directrice d'agence de publicité.

## Fiche technique
- Titre : Alyse et Chloé
- Réalisation : René Gainville
- Scénario : René Gainville et Marie-Louise Villiers, d'après son roman
- Photographie : Roger Fellous
- Décors : Robert Luchaire
- Son : Robert Beauchamp et Michel Flour
- Mixage : Louis Perrin
- Montage : Monique Kirsanoff
- Musique : Alice's Group
- Pays d'origine :  France
- Tournage : du 2 janvier au 3 février 1970
- Production : Les Films de l'Épée - Productions FDL
- Distribution : Compagnie française de distribution cinématographique
- Durée : 95 minutes
- Date de sortie : France - 30 septembre 1970

## Distribution
- Catherine Jacobsen : Alyse
- Michèle Girardon : Chloé
- Karyn Balm : Marthe
- Christian Kerville : Luc
- Pierre Arditi
- Michel Fortin : Jean-Pierre
- Jean-Henri Chambois
- Jacques Galland : le père d'Alyse

## Réactions
Au cours d'une audience plénière tenue le 25 mai 1970, la Commission de contrôle recommanda l'interdiction totale: « Le film est consacré à la mise en scène de l’homosexualité et à sa propagande. Le climat morbide dans l’ensemble et les scènes très réalistes entre les 2 femmes, font obstacle à la présentation au public de cette production ».